# Адвокатът с Линкълна (филм, 2011)
„Адвокатът с Линкълна“ (на английски: The Lincoln Lawyer) е американски съдебен трилър от 2011 г. на режисьора Брад Фърман, базиран на едноименния роман на Майкъл Конъли. Главните роли се изпълняват от Матю Макконъхи, Мариса Томей, Райън Филипе, Брайън Кранстън, Джон Легуизамо и други. Сценарият е на Джон Романо.

## Актьорски състав
- Матю Макконъхи – Мики Халър
- Мариса Томей – Маргарет Макфърсън
- Райън Филипе – Луис Руле
- Джош Лукас – Тед Минтън
- Джон Легуизамо – Вал Валенцуела
- Майкъл Пеня – Хесус Мартинес
- Боб Гънтън – Сесил Добс
- Франсис Фишър – Мери Уиндзор
- Брайън Кранстън – Детектив Ланкфорд
- Уилям Мейси – Франк Левин
- Трейси Адкинс – Еди Вогъл